# Марсело Феррейра
Марсело Феррейра (порт. Marcelo Ferreira, 26 вересня 1965) — бразильський яхтсмен.
Олімпійський чемпіон 1996 (клас Зоряний), 2004 (клас Зоряний) років, бронзовий призер 2000 року в класі Зоряний, учасник 1992 року.
Чемпіон світу в класі Зоряний 1990, 1997 років, срібний призер 1991, 1995, 1998, 2002, 2005 років, брозовий призер 1994, 1996 років.